# Dusona chabarowski
Dusona chabarowski là một loài tò vò trong họ Ichneumonidae.